# 小西マサテル
小西 マサテル（こにし まさてる、1965年8月19日 - ）は、日本の放送作家、ミステリー作家、日本推理作家協会員。香川県高松市出身。本名は小西 正晃（読み同じ）。

## 人物
高松第一高等学校在学時に落語研究会に入部し、笑いの世界の第一歩を歩む。当時の高座名は「朝起亭めやに」。落研の先輩には元参議院議員の喜岡淳のほか、1学年上にウッチャンナンチャンの南原清隆がいる。高校への在学当時は落研に所属するかたわら、同校OBが作った想呂家落語会にも所属し、芸名を想呂家ねっくと名乗っていた。当時はツービートやB&Bなどによる漫才ブーム真っ盛りであり、古典落語そっちのけで先輩である想呂家元気と「ファミリーレストラン2分の1」というコンビ名で漫才に力を入れ、地元のテレビ番組やラジオ番組にもよく出演していた。
明治大学文学部英米文学科への進学を機に上京し、曽川修二（のちにホリプロのお笑い部門を創設）と結成した漫才コンビ「チャチャ」（マセキ芸能社に在籍）で『お笑いスター誕生!!』（日本テレビ）、『冗談画報』（フジテレビ）、『ザ・テレビ演芸』（テレビ朝日）などに出演。
その後、コンビ時代に出演した『ラ・ママ新人コント大会』の主催者である渡辺正行に師事し、放送作家へ転身。特にナインティナインとは、1994年7月に『ナインティナインのオールナイトニッポン（第1期）』が1部（深夜1時から3時までの枠）へ昇格してから、後継番組の『ナインティナイン岡村隆史のオールナイトニッポン』『ナインティナインのオールナイトニッポン（第2期）』に至るまで長く担当しており、番組本『ナインティナインのオールナイトニッ本』シリーズの構成主幹も務めた。放送中は笑い声以外の声を出さず、筆談でアドバイスや指示を送っているが、岡村が1人で担当していた時は声を出すこともあった。
2022年10月3日、小説『名探偵のままでいて』が「第21回『このミステリーがすごい!』大賞」の大賞を受賞。

## 担当番組

### 現在
テレビ
- 笑福亭鶴光のオールナイトニッポン.TV@J:COM（J:COMチャンネル）

ラジオ
- ナインティナインのオールナイトニッポン（ニッポン放送）
- 徳光和夫 とくモリ!歌謡サタデー（ニッポン放送）
- 鶴光の噂のゴールデンリクエスト（ニッポン放送）
- 明石家さんま オールニッポン お願い!リクエスト（ニッポン放送）
- 続・麺通団のうどラヂ!（FM香川)

### 過去
テレビ
- ナベさんミッちゃんのまねまね天国!（テレビ東京）
- リングの魂（テレビ朝日）
- おとなの子守唄（サンテレビ）

ラジオ
- 鶴光の噂のゴールデンアワー（ニッポン放送）
- 次長課長のオールナイトニッポンR（ニッポン放送）
- ナインティナイン岡村隆史のオールナイトニッポン（ニッポン放送）
- 高嶋ひでたけ・森田耕次のキニナル・サタデー（ニッポン放送）
- 俺たちのオールナイトニッポン40時間スペシャル（2008年、ニッポン放送）内 
  - ウッチャンナンチャンのオールナイトニッポン
- オールナイトニッポン55周年記念 オールナイトニッポン55時間スペシャル（2023年、ニッポン放送）内[13]
  - ナインティナインのオールナイトニッポン[13]
  - ウッチャンナンチャンのオールナイトニッポン[13]
  - 松山千春のオールナイトニッポン[13]
  - 明石家さんまのオールナイトニッポン[13]

## 作品

### 小説
- キン肉マンII世 SP 伝説超人全滅！（2002年5月24日、集英社 JUMP j BOOKS ISBN 978-4-08-703115-7）
- 名探偵のままでいて（2023年1月7日、宝島社 ISBN 978-4-299-03763-3）
- 名探偵じゃなくても（2023年12月8日、宝島社 ISBN 978-4299048776）

#### アンソロジー
- #殺人事件の起きないミステリー 自薦『このミステリーがすごい！』大賞シリーズ傑作選（2023年9月6日、宝島社文庫 ISBN 978-4-299-04654-3）「緋色の脳細胞」
- 『衝撃の1行で始まる3分間ミステリー』（2024年4月、宝島社文庫）
- 『驚愕の1行で終わる3分間ミステリー』（2024年4月、宝島社文庫）

### 舞台
- ナンチャンお気楽ライブ[9]
- 南原清隆のつれづれ発表会[11]